# ألفارو ديفيد مونتيرو
ألفارو ديفيد مونتيرو (بالإسبانية: Álvaro Montero)‏ (29 مارس 1995 في كولومبيا - ) هو لاعب كرة قدم كولومبي في مركز حراسة المرمى. شارك مع منتخب كولومبيا تحت 20 سنة لكرة القدم ومنتخب كولومبيا تحت 23 سنة لكرة القدم. أما مع النوادي، فقد لعب مع نادي سان لورينزو ونادي ساو كايتانو.

## وصلات خارجية
- ألفارو ديفيد مونتيرو على موقع قاعدة بيانات كرة القدم.إي يو (الإنجليزية)
- ألفارو ديفيد مونتيرو على موقع ناشيونال فوتبول تيمز (الإنجليزية)
- ألفارو ديفيد مونتيرو على موقع Soccerway.com (الإنجليزية)